# 天文学家列表
以下为世界各地天文学家的列表：

## 欧洲天文学家

### 德国天文学家
- 開普勒（1571年12月27日－1630年11月15日）

### 希腊天文学家
- 阿里斯塔克斯（約公元前310年－前230年）
- 喜帕恰斯（約前190年－前120年）
- 托勒密（約90年—168年）
- 埃拉托斯特尼（前276年出生於昔蘭尼，即現利比亞的夏哈特；前194年逝世於托勒密王朝的亞歷山大港）
- 阿拉托斯（公元前315或310年─公元前240年）
- 默冬（於前5世紀生活在雅典）

### 荷兰天文学家
- 克里斯蒂安·惠更斯（1629年4月14日—1695年7月8日）
- 扬·奥尔特（1900年4月28日－1992年12月5日）
- 杰拉德·柯伊伯（1905年12月7日－1973年12月23日）
- 德克·布劳威尔（1902年9月1日－1966年1月31日）
- 雅各布斯·卡普坦（1851年1月19日－1922年6月18日）
- 威理博·司乃耳（1580年－1626年10月30日）
- 亚德里安·布拉奥（1914年4月12日－2010年12月1日）

### 丹麦天文学家
- 第谷·布拉赫
- 汉斯·劳

### 意大利天文学家
- 伽利略

### 波兰天文学家
- 尼古拉·哥白尼

## 阿拉伯世界天文学家

### 波斯天文学家
- 欧玛尔·海亚姆（1048年5月18日－1122年12月4日）
- 花剌子密（約780年－約850年）
- 阿布德·热哈曼·阿尔苏飞（903年12月7日－986年5月25日）